# Ez így nem oké
Az Ez így nem oké (angolul: I Am Not Okay with This) egy 2020-as amerikai televíziós sorozat, amely Charles Forsman azonos című képregényalbumán alapul. A Netflixen jelent meg 2020. február 26-án. A sorozat pozitív elismerést kapott a kritikusoktól. 2020 augusztusában a sorozatot befejezték az első évad után a COVID–19-pandémiával kapcsolatos körülmények miatt.

## Szereplők

### Főszereplők
| Színész               | Szereplő       | Magyar hang        |
| --------------------- | -------------- | ------------------ |
| Sophia Lillis         | Sydney Novak   | Antóci Dorottya    |
| Sofia Bryant          | Dina           | Törőcsik Franciska |
| Wyatt Oleff           | Stanley Barber | Dér Zsolt          |
| Kathleen Rose Perkins | Maggie Novak   | Kisfalvi Krisztina |

### Visszatérő szereplők
| Színész              | Karakter   | Magyar hang    |
| -------------------- | ---------- | -------------- |
| Aidan Wojtak-Hissong | Liam Novak | Maszlag Bálint |
| Richard Ellis        | Brad Lewis | Brasch Bence   |

A szinkront a Mafilm Audio készítette.

## Epizódok
| #  | Cím                                                 | Rendező            | Író                                | Premier                             |
| -- | --------------------------------------------------- | ------------------ | ---------------------------------- | ----------------------------------- |
| 1. | Kedves naplóm! (Dear Diary...)                      | Jonathan Entwistle | Jonathan Entwistle és Christy Hall | 2020. február 26. 2020. február 26. |
| 2. | Az egyszeri alkalom (The Master of One F**k)        | Jonathan Entwistle | Christy Hall                       | 2020. február 26. 2020. február 26. |
| 3. | A bulinak vége (The Party's Over)                   | Jonathan Entwistle | Liz Elverenli                      | 2020. február 26. 2020. február 26. |
| 4. | Stan és én (Stan by Me)                             | Jonathan Entwistle | Tripper Clancy                     | 2020. február 26. 2020. február 26. |
| 5. | Újabb nap a Paradicsomban (Another Day in Paradise) | Jonathan Entwistle | Tripper Clancy                     | 2020. február 26. 2020. február 26. |
| 6. | Apja lánya (Like Father, Like Daughter)             | Jonathan Entwistle | Christy Hall                       | 2020. február 26. 2020. február 26. |
| 7. | A legsötétebb titkok (Deepest, Darkest Secret)      | Jonathan Entwistle | Christy Hall és Jenna Westover     | 2020. február 26. 2020. február 26. |

## Gyártás

### Kidolgozás
2018. december 12-én bejelentették, hogy a Netflix berendelte a sorozat nyolc részből álló első évadját, amelyből végül csak hetet forgattak le. A sorozat 2020. február 26-án jelent meg. A sorozatot a Netflix megújította egy második évadra. 2020. augusztus 21-én a Netflix mégis elkaszálta a sorozatot egy évad után a COVID–19-pandémiával kapcsolatos körülmények miatt.

### Szereplőválogatás
A sorozatbejelentés mellett bejelentették, hogy Sophia Lillis, Sofia Bryant, Wyatt Oleff és Kathleen Rose Perkins lesznek főszerepben, emellett Aidan Wojtak-Hissong és Richard Ellis pedig visszatérő szereplőként lesznek a benne a sorozatban.

### Forgatás
A forgatást Pittsburghben kezdték 2019 júniusában. A Pennsylvaniában található Brownsville város szolgált elsődleges helyként a sorozatban. Az iskolának pedig a Wilmerdingben található Westinghouse Arts Academy Charter School adott helyet.